# Man van Tollund

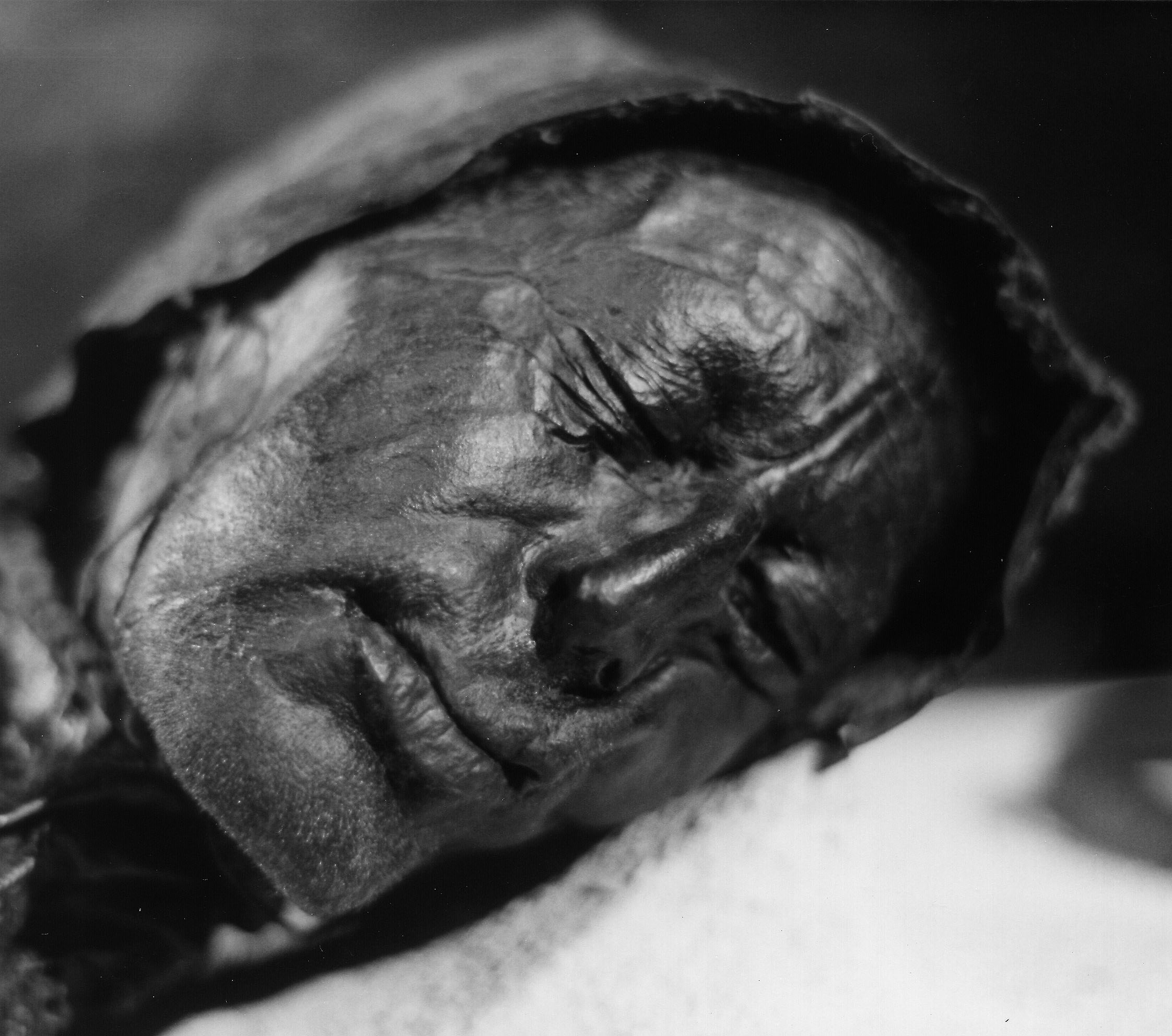
Hoofd van de Man van Tollund

De Man van Tollund (Deens: Tollundmanden) is een in 1950 bij Silkeborg (Denemarken) gevonden veenlijk. Het lichaam is uitzonderlijk goed bewaard gebleven en wordt in het boek Guinness World Records benoemd als best bewaard.
Op 8 mei 1950, toen de familie Højgaard in het veen turf aan het steken was, werd de man gevonden. Eerst dacht men dat het een verdwenen jongeman was, dus de politie werd erbij gehaald. De politie schakelde een archeoloog in die na onderzoek vaststelde dat het lichaam al 2300-2400 jaar oud was.
Uit C14-datering blijkt dat de Man van Tollund omstreeks 350 v.Chr. om het leven is gekomen, in de pre-Romeinse ijzertijd. Hij was toen waarschijnlijk ongeveer 30-40 jaar oud. Een deel van het touw waarmee hij werd gedood bevindt zich nog om zijn nek. Onderzoekers constateerden al snel na de vondst dat Man van Tollund waarschijnlijk werd opgehangen en niet gewurgd, onder meer door de manier waarop het touw rond de nek was aangebracht. In de huid onder zijn kin en aan de zijkanten van zijn hals werden bovendien afdrukken gevonden van het touw maar de knoop in het touw aan de achterzijde van zijn nek had geen afdruk achtergelaten. Er was weliswaar geen sprake van een hangman's fracture, maar dat komt vaker voor bij ophangingen. De tong van de man was gezwollen, wat eveneens wijst op ophanging.
Wetenschappers gaan ervan uit dat de man opgehangen werd als offer aan de goden. Een van de redenen voor die aanname is het feit dat de man duidelijk met zorg in foetushouding in het veen gelegd is.

## Laatste maaltijd
Toen Tollund Man op 8 mei 1950 werd ontdekt, onderzochten onderzoekers zijn goed bewaarde maag- en darmkanaal en stelden vast dat de man van middelbare leeftijd zijn laatste maaltijd 12 tot 24 uur voor zijn dood consumeerde. Zijn laatste maaltijd bestond uit een soep gemaakt van verschillende groenten en zo'n 40 verschillende zaden, waarvan in die tijd een deel in het wild groeide en een ander deel gecultiveerd was. Sommige van de gevonden zaden waren zeldzaam, wat suggereert dat ze voor een speciale gelegenheid gezocht waren. Er werden toen nog geen resten van vlees, vis of vers fruit gevonden in de maag en darmen van de Man van Tollund.
In 2021 heeft een wetenschappelijk team onder leiding van Nina Nielsen, hoofd onderzoeker van het Silkeborg museum te Denemarken, met nieuwe technologie opnieuw de darminhoud onderzocht en de bevindingen gepubliceerd op 21 Juli 2021 in het tijdschrift Antiquity. Zo hebben de onderzoekers de meest uitgebreide darmanalyse van een moeraslichaam dat ooit is uitgevoerd, hebben onderzoekers macrofossielen van planten, stuifmeel en andere indicatoren gevonden om microscopisch bewijs van het eten en drinken te onthullen.
De resultaten laten zien dat de laatste maaltijd van Tollund Man bestond uit een pap met gerst, lijnzaad, wilde onkruidzaden en wat vis - redelijk standaard voor moeraslichamen op basis van eerdere analyse van twaalf Europese slachtoffers uit de ijzertijd, die maaltijden op basis van graan aten, soms met vlees en bessen. Het is moeilijk voor onderzoekers om te zeggen of dit destijds een typische maaltijd was, omdat de meeste gegevens over diëten uit de ijzertijd afkomstig zijn van de goed bewaarde overblijfselen van moeraslichamen.
Onderzoekers waren ook in staat om te bepalen hoe de laatste maaltijd van Tollund Man was bereid, door microscopisch kleine fragmenten van verkoolde pap te identificeren die erop wezen dat het in een aarden pot was gekookt en daarbij licht verbrand.
De belangrijkste ingrediënten waren zaden van o.a. 1) gerst 2) beklierde duizendknoop 3) lijnzaad 4) zwaluwtong 5) huttentut 6) melganzevoet 7) gewone spurrie 8) gewone hennepnetel 9) akkerviooltje en vis.
Eieren van rondwormen en lintwormen kwamen veel voor in de darminhoud van Tollund Man en tonen aan dat hij besmet was met darmparasieten.
De Man van Tollund ligt thans in het Museum Silkeborg. Een replica van dit veenlijk is te zien in het Ellert en Brammertmuseum in Drenthe.